# محمد الباز (لاعب كرة قدم مغربي)
محمد الباز ولد في 15 سبتمبر 1985، وهو لاعب كرة قدم مغربي. ويلعب كحارس مرمى.

## روابط خارجية
- محمد الباز على موقع قاعدة بيانات كرة القدم.إي يو (الإنجليزية)